# Boukan Kare
Boukan Kare (franska: Boucan Carré) är en kommun i Haiti.   Den ligger i departementet Centre, i den centrala delen av landet, 50 km norr om huvudstaden Port-au-Prince.